# Stenostola basisuturale
Stenostola basisuturale är en skalbaggsart som beskrevs av J. Linsley Gressitt 1935. Stenostola basisuturale ingår i släktet Stenostola och familjen långhorningar. Inga underarter finns listade i Catalogue of Life.